# Замах на злочин
За́мах на зло́чин — вчинення особою з прямим умислом діяння, безпосередньо спрямованого на вчинення злочину, якщо при цьому злочин не був доведений до кінця з причин, що не залежали від волі винного.

## Законодавче визначення
Кримінальний кодекс України (ст. 15) розрізняє закінчений і незакінчений замах.
Замах визнається закінченим, якщо особа виконала всі дії, які вважала за необхідне для доведення злочину до кінця, але злочин не був закінчений з причин, що не залежали від її волі.
Замах визнається незакінченим, якщо особа, з причин, що не залежали від її волі, не вчинила всіх дій, котрі вважало за необхідне для доведення злочину до кінця.
Попри ненастання запланованого злочинцем результату, а часто взагалі будь-якої небезпечної події, замах на злочин вже сам по собі є злочином.

## Покарання
З усім тим, покарання за замах не може перевищувати двох третин максимального строку або розміру найсуворішого виду покарання за відповідний злочин, якщо його було б доведено до кінця. Також не застосовується довічне позбавлення волі (з деякими винятками).